# Catedrala din Palma
Catedrala-Basilica Santa Maria din Palma, cunoscută și sub numele de Catedrala din Mallorca, este principala clădire religioasă de pe insula Mallorca. Construită în stil gotic levantin, acest templu impresionant se ridică pe malul golfului Palma, având vedere spre mare deasupra zidurilor romane și renascentiste care protejau orașul. Catedrala este cunoscută în limba mallorcă sub numele de La Seu (Seu sau Seo este numele dat catedralelor din Coroana de Aragon; In graiul popular catalanic „La Seu“ ȋnseamnă „Sediu Episcopal“). Este, de asemenea, sediul Diecezei de Mallorca, al cărei patron este Maica Domnului.
Catedrala-Basilica Santa Maria din Palma a fost declarată Monument istoric-artistic în anul 1931, recunoscându-se astfel valoarea sa istorică și arhitecturală. De asemenea, catedrala deține cel mai mare rozariu din lumea gotică, cu un diametru de 13 metri, fiind cel mai mare rozariu original dintre toate catedralele gotice europene. Deși există catedrale cu rozalii mai mari (de 15 metri), acestea aparțin stilului neogotic. Catedrala-Basilica Santa Maria din Palma este, de asemenea, una dintre cele mai înalte catedrale gotice din Europa, cu o înălțime a bolții de 45 de metri, fiind depășită doar de Catedrala din Beauvais, cu 48 de metri, cea mai înaltă catedrală gotică din lume, și puțin mai mică decât Catedrala din Milano, cu 45 de metri, dar mai înaltă decât Catedrala din Köln, cu 43 de metri. Clădirea are o suprafață de 6.655 de metri pătrați și un volum interior de 160.000 de metri cubi.
A început să fie construită în anul 1229, după cucerirea insulei de către Coroana de Aragon. Regele Iacob I a hotărât să demoleze vechea mare moschee din Medina Mayurqa pentru a ridica un mare templu dedicat Sfintei Maria. Legenda spune că regele a făcut această promisiune în timpul unei furtuni puternice, în timp ce se afla în traversarea spre Mallorca pentru a cuceri insula, și a fost salvat de la moarte.
Catedrala a fost sfințită în anul 1346 de către regele Iacob al III-lea, când a fost considerată "terminată". Cu toate acestea, lucrările și finisajele au continuat mulți ani după aceea. De fapt, catedrala nu a fost finalizată până în anul 1601 și a continuat să fie reformată și restaurată de-a lungul timpului. 

## Istoria
În 1229 cucerirea insulei Mallorca de către Iacob I Cuceritorul a dus la reînființarea Diecezei de Mallorca, deși noul episcop Raimon de Torrelles nu a fost numit decât la sfârșitul anului 1237. Între 1230 și 1256 au fost efectuate lucrări și consacrări parțiale în timpul mandatului episcopului Pere de Morella în 1269 și 1271.
Lucrările la Catedrala-Basilica Santa Maria din Palma au început pe locul moscheii Madîna Mayûrqa, care a fost demolată treptat pe măsură ce lucrările la noua clădire avansau, până la finalizarea acesteia în 1386. Proiectul a fost o lucrare de durată, care a durat trei secole și jumătate. Primul arhitect care a lucrat la proiect a fost Ponç des Coll, care a început prin construirea Capelei Sfintei Treimi, situată la est. El a fost urmat de Jaime Fabre, care a fost, de asemenea, arhitectul bisericii Santo Domingo din Palma și al catedralei din Barcelona.
Între 1314 și 1327 a fost construită actuala Capelă Regală, după ce piața Mirador a fost lărgită spre mare. La jumătatea secolului al XIV-lea, lucrările au continuat cu construirea celor trei nave, moment în care a intervenit Berenguer de Montagut. Se crede că o parte din materialul folosit provenea din golful Portals Vells, de unde se extrăgeau blocuri prin forarea unor peșteri enorme într-o stâncă, care erau transportate cu barca la Palma. Astfel, catedrala a fost construită treptat, cu adăugarea de noi elemente și îmbunătățiri pe parcursul a sute de ani, devenind una dintre cele mai impresionante clădiri religioase din lume.

### Teorii de proiectare

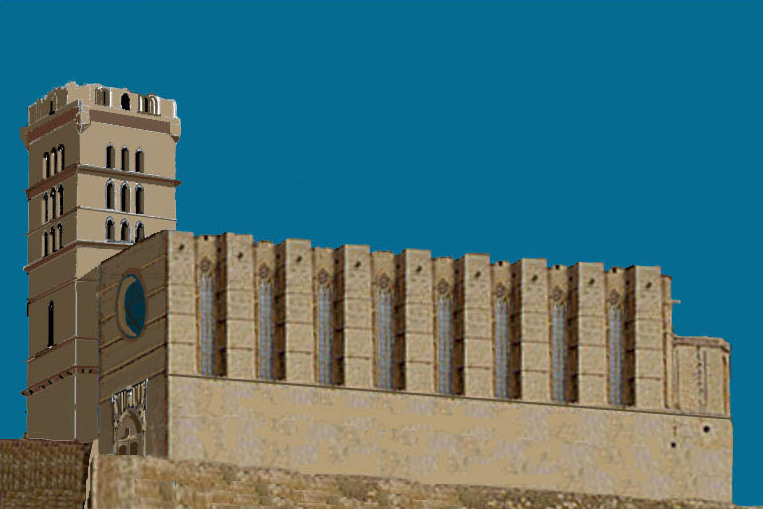
Reconstrucție ipotetică a Seu de Mallorca după planul inițial al unei nave la începutul secolului al XIV-lea (Antoni I. Alomar).

Există trei teorii principale cu privire la modul în care au fost construite cele trei naosuri și abside ale catedralei din Palma de Mallorca. Prima teorie, care nu mai este apărată astăzi, sugerează că structura actuală a catedralei corespunde planului inițial al proiectului de construcție. 
A doua teorie, avansată în secolul XX de arhitectul Guillem Forteza, se bazează pe dovezi din construcția propriu-zisă și afirmă că inițial catedrala trebuia să aibă o singură navă cu aceeași lățime ca și Capela Regală. Prin urmare, nava ar fi trebuit să se continue până la clopotniță cu aceeași înălțime și structură ca și capela. Însă, la mijlocul secolului al XIV-lea, s-a decis schimbarea planului lucrării și construirea a trei nave, invers decât s-a întâmplat în alte catedrale, precum cele din Perpignan sau Gerona. 
A treia teorie, bazată tot pe dovezi constructive, sugerează că s-a făcut o schimbare a planului lucrării, trecând la trei nave, ca în catedrala din Barcelona, toate mai mici în înălțime decât cele actuale și cu o diferență mică între nava centrală și naosurile laterale, ca în catedrala din Barcelona și Santa Maria del Mar, menționate anterior.
Gabriel Alomar consideră că cele trei abside ale catedralei San Juan Bautista din Perpignan urmează modelul celei din Mallorca. Cu toate acestea, prima piatră a catedralei Saint-Jean a fost pusă în 1324, când planul încă nu fusese schimbat pe insulă, deoarece această schimbare a avut loc în jurul anului 1330. În 1368, arhitecții care au lucrat la catedrală erau Jaume Matas și Llorenç Sosquela. Totuși, autori precum Alexandre Cirici și Agustín Durán Sanpere susțin că arhitectul care s-a ocupat de proiect în timpul schimbării planului a fost Berenguer de Montagut. Lucrările au fost dirijate între 1386 și 1397 de Guillem Oliveres, în timp ce Pere Morei, Jean de Valenciennes, Henry Germanul și Guillem Sagrera s-au ocupat de sculptura portalului Mirador. În 1430, bolta nordică a fost terminată, ceea ce indică faptul că într-un secol de muncă jumătate din catedrală a fost finalizată. În 1498 a fost construit Portal de l'Almoina, iar portalul principal a fost construit de Miquel Verger între 1594 și 1601, anul în care biserica a fost consacrată.
De-a lungul timpului, unele bolți s-au prăbușit din cauza lățimii mici a coloanelor în comparație cu lățimea imensă a arcurilor. Cu toate acestea, catedrala a rămas în picioare. În 1854, arhitectul Jean-Baptiste Peyronnet a început lucrările de remodelare a fațadei catedralei.

### Restaurul făcut de Antoni Gaudí

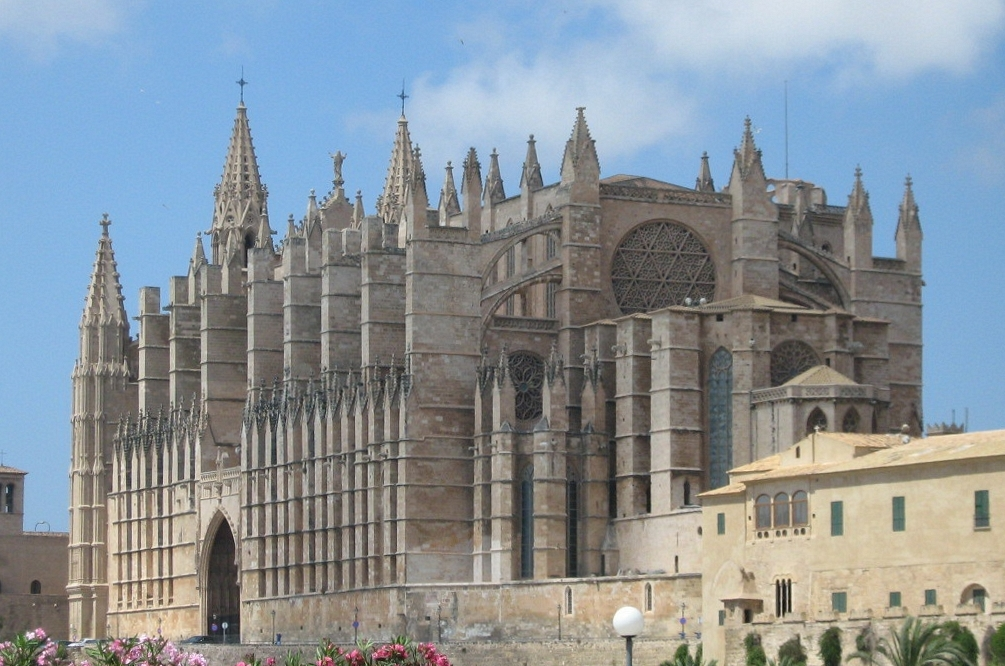
Catedrala din Palma Mallorca

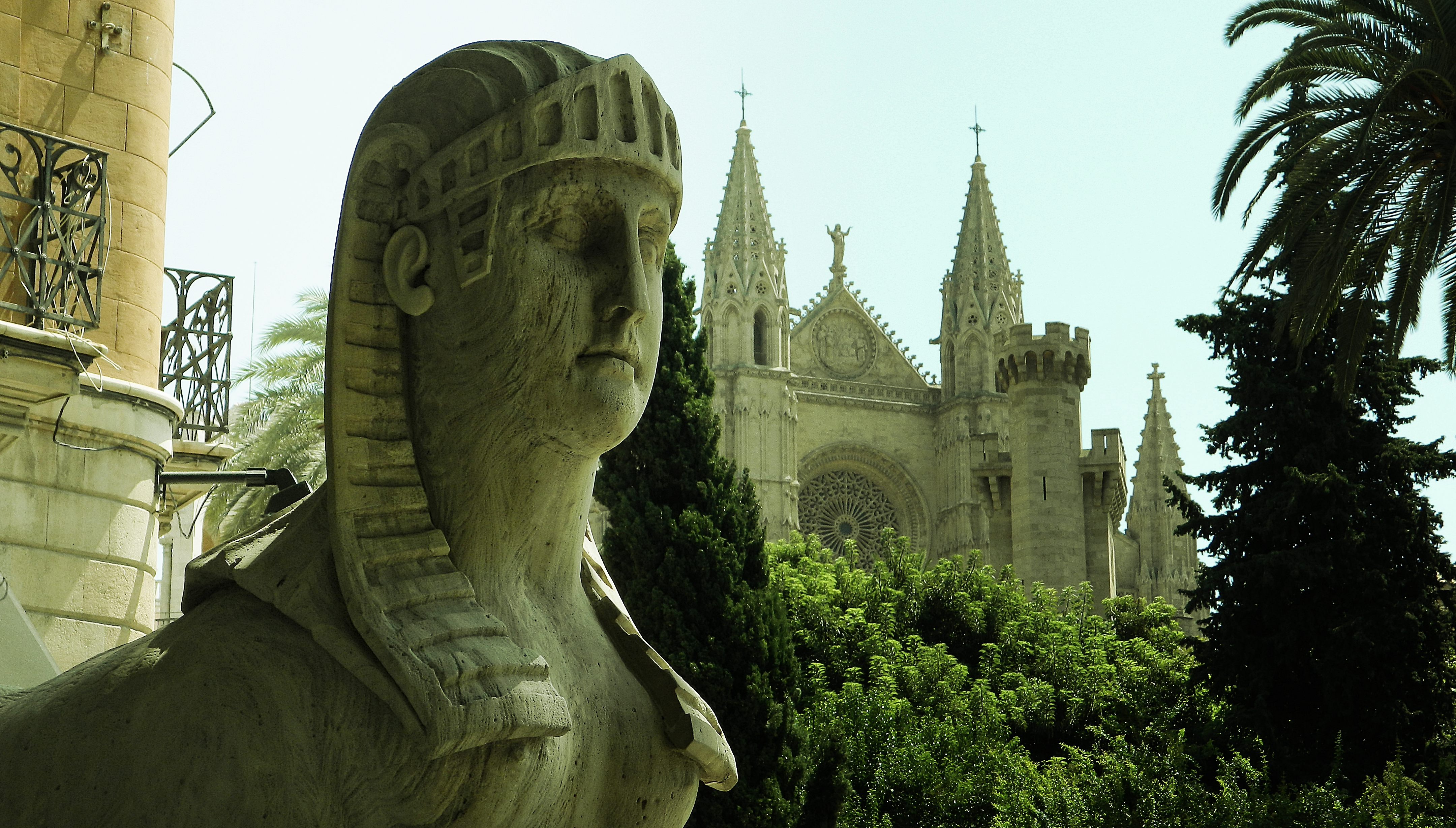
Catedrala din Palma Mallorca văzută din Plaza de la Reina

În perioada 1904-1914, arhitectul catalan Antoni Gaudí a efectuat un restaur a catedralei din Palma de Mallorca, în timpul când episcopul diecezei era Pere Campins. Această renovare a fost criticată pentru demolarea mai multor elemente anexe, inclusiv coridorul dels Ciris, în stil mudejar.
Gaudí a mutat altarul baroc din Capela Regală care acoperea Capela Trinității și altarul gotic, și a început să deschidă ferestre și rozete. A mutat altarul mare sub primul rond al prezbiteriului și a reorganizat stranele corului, opera lui Felip Fulló, mutându-le din corul renascentist din mijlocul naosului central pe pereții laterali ai Capelei Regale. Între Capela Regală și prima coloană, a construit tribune cu elemente din cor și din prezbiteriu și a plasat stalpi de cor lângă coloanele menționate anterior. Gaudí a proiectat și decorul ceramic al stemei episcopului de Mallorca, amplasat pe peretele de o parte și de alta a scaunului episcopal, și în același loc textele pontificatului roman în litere de fier forjat aurit. Arhitectul catalan a proiectat și grilajul care închide absida principală, cu stema orașului împărțită în cele două elemente ale sale, stâlpii de iluminat de pe coloane, cunoscuți popular sub numele de trobigueres, macheta baldachinului, atârnată cu cabluri și cu iluminat electric interior care trebuie să fi fost provizoriu, difuzorul din podul corului, astăzi dispărut, și designul simbolurilor bazilicii, precum și alte elemente.
În restaurarea catedralei, Juan Rubió, Josep Maria Jujol, Guillem Reynés Font și Joaquín Torres García au colaborat cu Gaudí. Josep M. Jujol a început să policromeze tarabele și peretele din spate cu o reprezentare a universului realizată cu stropi de vopsea. Această lucrare a fost întreruptă din cauza opoziției puternice pe care a provocat-o, dar partea deja finalizată este încă vizibilă. În 2010, cei 170 de metri pătrați de picturi murale din ceramică au fost restaurați.

### Restaurul făcut de Miquel Barceló
În perioada 2001-2006, artistul spaniol Miquel Barceló a renovat Capela San Pedro, transformând-o într-o nouă atracție turistică. Lucrările sale înfățișează Euharistia prin înmulțirea pâinilor și a peștilor, ceea ce îi permite să arate fauna marină, și nunta din Cana în jurul lui Hristos înviat.
Acoperirea murală a părții inferioare a capelei în ceramică pictată se întinde pe o suprafață de 300 de metri pătrați și a fost realizată în atelierul ceramistului Vicenzo Santoriello din Vietri sul Mare, în apropiere de Napoli. Barceló a fost, de asemenea, responsabil pentru mobilierul liturgic: altarul, amvonul, scaunul prezidențial și două piedestaluri. Atât distrugerea capelei anterioare, cât și noul design, în special reprezentarea lui Hristos, au fost cauza multor controverse. Întunericul vitraliilor înalte de 12 metri, pictate cu grisaille pentru a recrea lumina subacvatică, și onorariul artistului au fost, de asemenea, subiect de discuție. Principalii susținători ai noii capele au fost episcopul Teodor Úbeda i Gramage și canonul Pere Llabrés i Martorell, iar renovarea a fost realizată de Fundația Art a la Seu, cu finanțare de la diverse instituții publice și entități private.
Este de menționat că fosta poartă artistică a capelei a fost demontată și expusă la intemperii timp de ani de zile. În plus, din 9 septembrie 1905, catedrala a primit titlul de bazilică minoră, acordat de Sfântul Scaun.

## Caracteristici

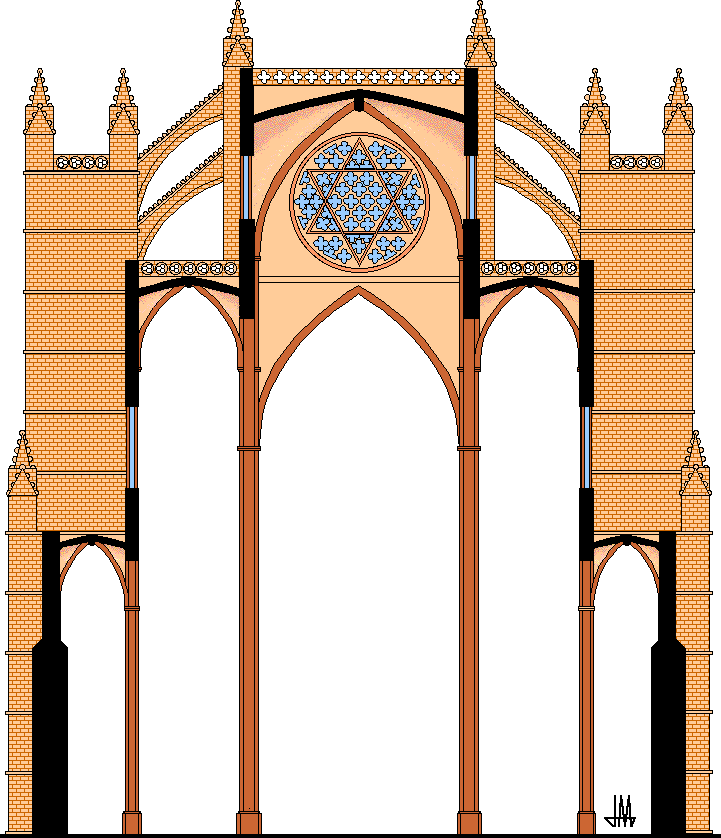
Planul secțiunii din Seu de Mallorca, care evidențiază uriașul său rozariu și utilizarea unor contraforturi mari, datorită diferenței de înălțime dintre naosul central și naosurile laterale.

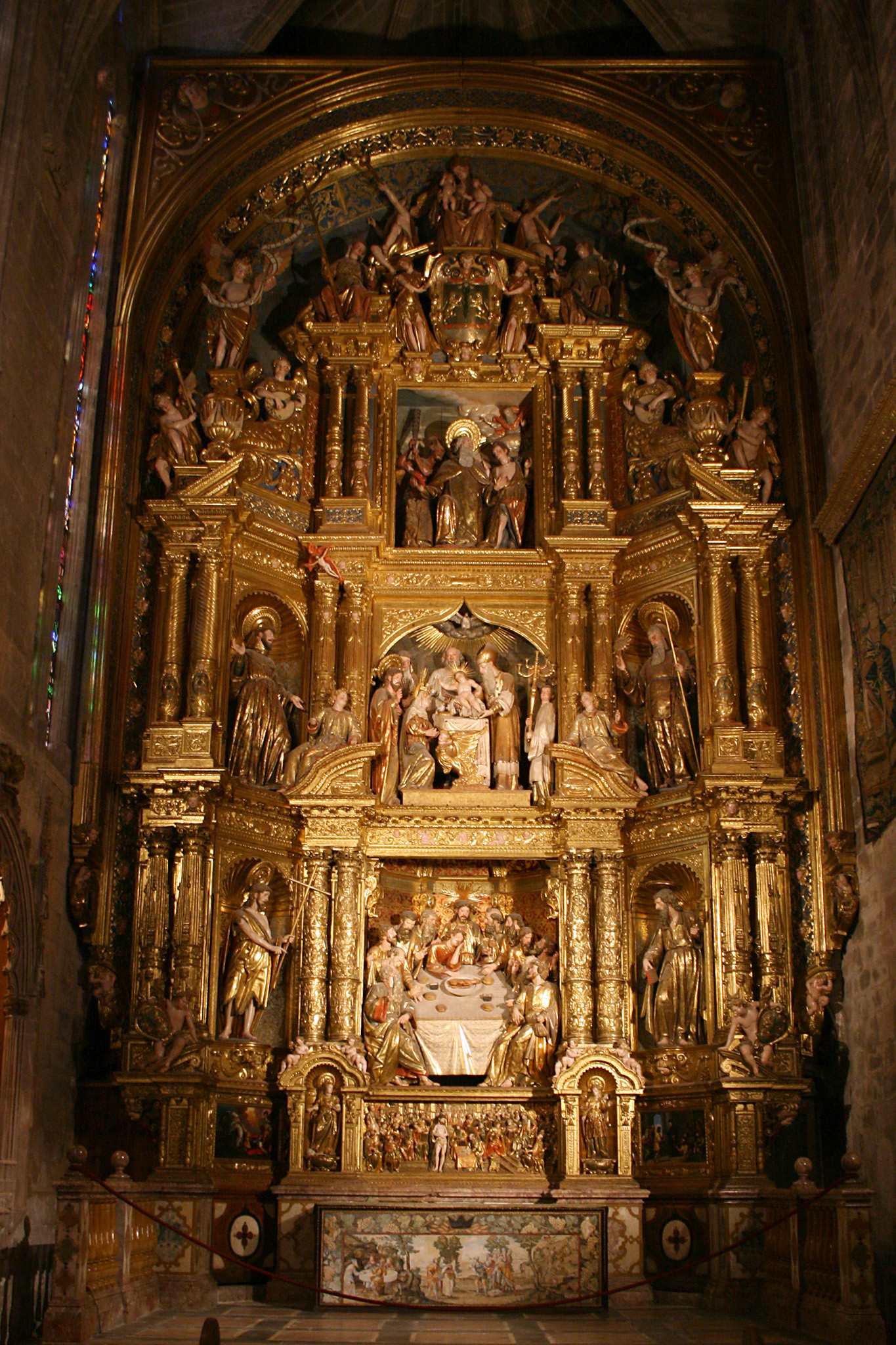
Altarul Corpus Christi (sec. al XVII-lea)

Catedrala din Palma de Mallorca este o construcție impunătoare de stil gotic levantin, cu influențe nord-europene evidente, care se întinde pe o suprafață de 121 metri lungime și 55 metri lățime. Deși nu se cunosc numele arhitecților care au proiectat catedrala, există dovezi ale numeroșilor artiști care au contribuit la sculptură și pictură. În stilul gotic levantin, catedrala folosește un plan de sală (hallenkirche) de tip german, cu trei nave și fără ambulatoriu sau transept.
Catedrala are trei capele paralele la cor și numeroase capele laterale între contraforturi. Elevația sa nu urmează modelele franceze ("section ad-triangulum"), ci este specifică planurilor de hală levantine (numită "section ad-quadratum"), ceea ce determină o diferență semnificativă de înălțime între naosul central și navele laterale. Această diferență de înălțime face posibilă atingerea unei înălțimi interioare fără precedent de 44 metri și deschiderea unui luminator foarte mare (rozeta), deși ferestrele sunt înguste pentru a contracara soarele puternic mediteranean. Pentru a susține această structură, numerosi contraforturi au fost construiți, cu o arcadă dublă de contraforturi zburătoare în stil nord-european, ceea ce este neobișnuit pentru bisericile levantine.
Cel mai mare rozariu al catedralei, cunoscut sub numele de ochiul gotic, are un diametru de aproximativ 13,8 metri și o suprafață de aproape 150 de metri pătrați, fiind unul dintre cele mai mari din lumea gotică. O altă caracteristică notabilă a rozetei este amplasarea sa deasupra altarului central din cor și nu la picior, cum este obișnuit, precum și existența unei stele mari cu șase colțuri (steaua lui David) înscrisă pe ea.
Alte elemente arhitecturale notabile ale catedralei din Palma de Mallorca includ cele două portaluri laterale, pilonii și modificările care au avut loc la începutul secolului al XX-lea. Se remarcă, de asemenea, amvoanele, opera lui Juan de Sales, realizate între 1529 și 1531, care erau inițial amplasate în naosul central, împreună cu corul, a cărui ușă de intrare a fost realizată de același autor.
Portalul principal al catedralei din Palma de Mallorca nu se află la poalele bisericii, ci pe fațada sudică, numit Portalul del Mirador, deoarece se deschide spre Marea Mediterană. În mod neobișnuit, tema principală reprezentată pe ușa portalului este cea a "Cinei cea de Taină", în locul temelor clasice ale artei religioase. Se spune că această alegere a fost făcută intenționat pentru a face tema mai ușor de înțeles pentru evreii convertiți din Palma. Aceștia puteau astfel să înțeleagă mai bine tema creștină a transformării pâinii și a vinului, fără legătură cu tradiția Vechiului Testament.
Pe ușa opusă, situată pe fațada nordică, se află unul dintre cele mai bune exemple de sculptură gotică din Mallorca: un înger cu aripile desfăcute, opera lui Guillem Sagrera, care a fost arhitectul nu doar al catedralei, ci și al altor clădiri gotice deosebite din Insulele Baleare, precum Lonja de Palma. Încadrarea îngerului este un frumos traforaj împodobit cu flori de ciulin disproporționat de mari.
Stâlpii care susțin acoperișul catedralei din Palma de Mallorca sunt considerați o adevărată minune arhitecturală din punct de vedere ingineresc. Cu o secțiune octogonală foarte subțire și fără coloane atașate, aceștia ating înălțimea maximă permisă de materialul folosit, oferind un spațiu deschis mare pentru credincioși și creând unul dintre cele mai bine realizate "spații-călătorii" gotice din lume, împreună cu rozaliul din altar.
La începutul secolului al XX-lea, arhitectul Antoni Gaudi a dirijat o serie de lucrări menite să recupereze o parte din spațiul original al catedralei. Principalele modificări au inclus eliminarea corului situat în centrul naosului, care a fost împărțit în două și mutat în lateral, plasându-l pe două grupuri de coloane. De asemenea, s-a creat un baldachin pentru altarul mare, deși proiectul final nu a fost finalizat, deoarece cel existent este un model al celui definitiv care ar fi trebuit să fie realizat din metal. S-a creat, de asemenea, un nou amvon pentru altarul principal, deși și acesta este un proiect neterminat, iar cel existent este un model al celui definitiv care ar fi trebuit să fie realizat din metal. Lucrările au inclus, de asemenea, introducerea diferitelor elemente ornamentale de factură modernistă, cum ar fi închiderea altarului mare și așa-numitele "brățări" sau candelabre plasate pe stâlpii care susțin naosul central. Lucrările au fost conduse de Juan Rubió, asistentul lui Gaudi, și i-au implicat, de asemenea, pe Josep Maria Jujol, sculptorul Vicenç Vilarrubias și pictorii Joaquín Torres García, Iu Pascual și Jaume Llongueras.
Casa de la "Almoina" (Casa de pomană) este o clădire anexată la catedrală prin intermediul clopotniței, care găzduiește în prezent arhiva capitulară din Mallorca și arhiva catedralei.

## Panteonul Regilor din Mallorca
Panteonul Regilor din Mallorca a fost construit ca o capelă dedicată Sfintei Treimi, conform ordinului lui Iacob al II-lea de Mallorca din testamentul său din 1306. Lucrările la capelă au început la începutul secolului al XIV-lea, iar capela a fost numită "capela nouă" în documentație, dar a fost terminată abia mai târziu, în timpul domniei lui Sancho I și Jaume al III-lea de Mallorca.
Absida centrală sau Capela Regală are trei secțiuni cu stema celor patru bețe și stema orașului Mallorca pe chei, iar stema celor patru bețe se repetă pe pereți. În spate se află scaunul episcopal realizat din marmură albă de Carrara cu aurire adăugată de Antoni Gaudi. În spatele acestui tron, la șapte metri deasupra Capelei Trinității, se deschide un tron înalt în naosul central cu arcade în pereții săi, pregătit pentru a adăposti mormintele regale. Acest sanctuar înălțat, asemănător cu cel al bisericii Santa Cruz din Palma și cu cele două etaje ale capelei palatine a palatului regilor de Mallorca din Perpignan, are două travee.
Panteonul a fost construit ca un panteon de familie pentru dinastia privată de Mallorca și, din 1947, găzduiește cenotafurile lui Iacob al II-lea și Iacob al III-lea de Mallorca, realizate de sculptorul Frederic Marès i Deulovol. Celălalt etaj de dedesubt are o adâncime de opt metri și a fost destinat inițial ca criptă, iar în prezent este folosit ca sacristie.

## Orga

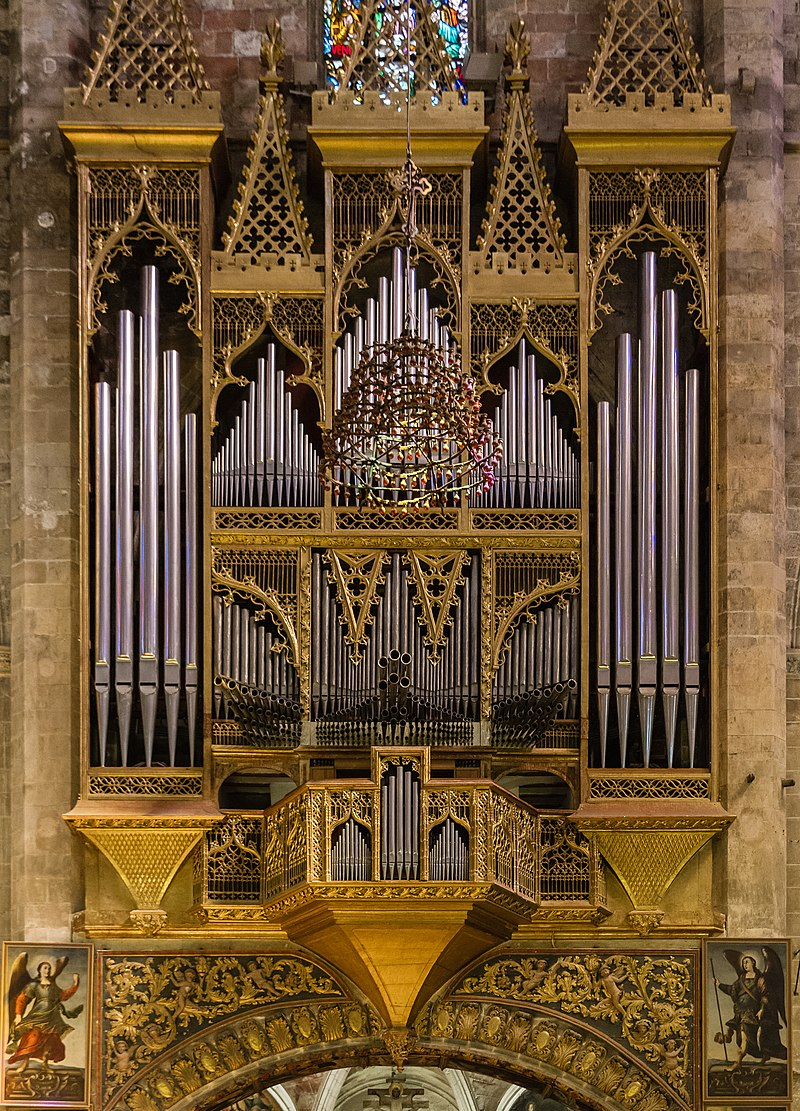
Imagine orga mare

Marea orgă a catedralei din Palma de Mallorca este o operă a constructorilor de orgi Gabriel Tomàs și Josep Bosch din Mallorca, construită la sfârșitul secolului al XVIII-lea, în anii 1795-1797. Aceasta a fost construită pe corpul de orgă existent de Pablo Rosell, care datează din 1477. 
În 1929, instrumentul a fost modernizat, printre altele, gama de registre a fost extinsă. În 1993, orga a fost restaurată cu ajutorul constructorilor de orgi Albert Blancafort și Pere Reynés. Orga se află în partea laterală a naosului, are 54 de registre, patru claviaturi manuale de 56 de note și o pedală de 30 de note.